# Malgasia brevipalpis
Malgasia brevipalpis är en insektsart som beskrevs av Lucien Chopard 1952. Malgasia brevipalpis ingår i släktet Malgasia och familjen Mogoplistidae. Inga underarter finns listade i Catalogue of Life.